# Volta a Nuremberga
A Volta a Nuremberga (oficialmente: Rund um die Nürnberger Altstadt) é uma competição de ciclismo de um dia que se disputa em Nuremberga (Baviera, Alemanha), no mês de setembro, disputada desde 1991. 
Desde a criação dos Circuitos Continentais da UCI em 2005 até 2009, pertenceu à UCI Europe Tour, dentro da categoria 1.1, até que desceu à categoria amador em 2010 na que reduziu consideravelmente a sua quilometragem desde os 120 km até aos 60 km aproximadamente.

## Volta a Nuremberga feminina
Desde 1997 até 2010 também se disputou uma edição feminina, com o mesmo nome oficial que a sua homónima masculina, de facto se disputavam no mesmo dia.
Em princípio foi de categoria 1.9.2 (última categoria do profissionalismo) e desde 2003 até 2009 pertenceu à Copa do Mundo feminina, já na sua última edição (em 2010) foi amador.
Teve entre 50 e 130 km de traçado e similares características que a sua homónima masculina.

## Palmarés
Em amarelo, edição amador.

### Masculino
| Ano  | Ganhador            | Segundo          | Terceiro             |
| ---- | ------------------- | ---------------- | -------------------- |
| 1991 | Stephan Gottschling | ?                | ?                    |
| 1992 | Bert Dietz          | ?                | ?                    |
| 1993 | Steffen Rein        | ?                | ?                    |
| 1994 | Andreas Walzer      | ?                | ?                    |
| 1995 | Fabio Baldato       | Bo Hamburger     | Klaus Diewald        |
| 1996 | Jan Schaffrath      | Olaf Ludwig      | Matthew White        |
| 1997 | Mikael Kyneb        | Thomas Liese     | Ivan Quaranta        |
| 1998 | Jan Ullrich         | Klaus Diewald    | Thomas Liese         |
| 1999 | Jens Zemke          | Artur Babaitsev  | Fraude Scholz        |
| 2000 | Raphael Schweda     | Thomas Liese     | Jan Schaffrath       |
| 2001 | Olaf Pollack        | Erik Zabel       | Josef Lontscharitsch |
| 2002 | Erik Zabel          | Olaf Pollack     | Steffen Radochla     |
| 2003 | Kai Hundertmarck    | Robert Förster   | Jochen Summer        |
| 2004 | Sebastian Siedler   | David Kopp       | André Korff          |
| 2005 | Ronny Scholz        | Raffaele Ferrara | Jan Valach           |
| 2006 | Gerald Ciolek       | Tilo Schüler     | Harald Morschet      |
| 2007 | Fabian Wegmann      | Olaf Pollack     | Sven Krauss          |
| 2008 | André Greipel       | Jure Kocjan      | Steffen Radochla     |
| 2009 | Francesco Gavazzi   | Felix Rinker     | Nils Plötner         |
| 2010 | Eric Baumann        | David Jesse      | Philipp Mamos        |
| 2011 | Helmut Trettwer     | Leif Lampater    | Alexander Krieger    |
| 2012 | Andreas Schillinger | Stefan Schäfer   | Theo Reinhardt       |

### Feminino
| Ano  | Ganhador          | Segundo              | Terceiro             |
| ---- | ----------------- | -------------------- | -------------------- |
| 1997 | Barbara Heeb      | Lado Hohlfeld        | Rikke Sandhöj-Olsen  |
| 1998 | Barbara Heeb      | Svetlana Guiguileva  | Viola Paulitz-Müller |
| 1999 | Lado Hohlfeld     | Kim Shirley          | Mandy Hampel         |
| 2000 | Regina Schleicher | Tanja Hennes-Schmidt | Jacinta Coleman      |
| 2001 | Jenny Algelid     | Hanka Kupfernagel    | Regina Schleicher    |
| 2002 | Jenny Algelid     | Petra Rossner        | Judith Arndt         |
| 2003 | Diana Žiliūtė     | Regina Schleicher    | Arenda Grimberg      |
| 2004 | Petra Rossner     | Angela Brodtka       | Oenone Wood          |
| 2005 | Giorgia Bronzini  | Rochelle Gilmore     | Oenone Wood          |
| 2006 | Regina Schleicher | Ina-Yoko Teutenberg  | Giorgia Bronzini     |
| 2007 | Marianne Vos      | Ina-Yoko Teutenberg  | Regina Schleicher    |
| 2008 | Judith Arndt      | Monica Holler        | Kirsten Wild         |
| 2009 | Kirsten Wild      | Rochelle Gilmore     | Ina-Yoko Teutenberg  |
| 2010 | Trixi Worrack     | Hanka Kupfernagel    | Luise Keller         |

## Palmarés por países
| País      | Vitórias |
| --------- | -------- |
| Alemanha  | 19       |
| Itália    | 2        |
| Dinamarca | 1        |

| País          | Vitórias |
| ------------- | -------- |
| Alemanha      | 6        |
| Suécia        | 2        |
| Países Baixos | 2        |
| Suíça         | 2        |
| Lituânia      | 1        |
| Itália        | 1        |